# Virden (Nuovo Messico)
Virden è un villaggio degli Stati Uniti d'America, situato nello stato del Nuovo Messico, nella contea di Hidalgo.